# Юрі Регер
Ю́рі Пі́тер Ре́гер (нід. Youri Pieter Regeer; нар. 18 серпня 2003, Гарлем) — нідерландський футболіст, півзахисник клубу «Аякс».

## Клубна кар'єра

### «Аякс»
Виступав за молодіжні команди клубів «Зандворт», «Рейнсбюргсе Бойз» і «АДО Ден Гаг». 2017 року приєднався до футбольної академії «Аякса». 21 лютого 2020 року дебютував у складі «Йонг Аякс» (резервній команді «Аякса») в матчі проти «Гелмонд Спорт». 10 вересня 2021 року в поєдинку проти «Йонг ПСВ» забив свій перший гол за другу команду. 15 грудня 2021 року дебютував в основному складі «Аякса» в поєдинку Кубка Нідерландів проти «Барендрехта», вийшовши на заміну Лісандро Мартінесу.
20 січня 2022 року в матчі Кубка Нідерландів проти «Ексельсіора» (Масслейс) забив свій перший гол за «Аякс». 27 січня того ж року продовжив свій контракт з клубом до літа 2025 року. 30 квітня 2022 року дебютував в Ередивізі в поєдинку проти «Зволле», вийшовши в стартовому складі.

### «Твенте»
9 червня 2023 року перейшов у «Твенте», підписавши чотирирічний контракт. Сума трансферу становила близько 1 млн євро. 27 липня дебютував за клуб в матчі кваліфікації Ліги конференцій УЄФА проти шведського «Гаммарбю», вийшовши на заміну Сему Стейну. За підсумками вересня 2023 року визнаний талантом місяця в Ередивізі. 8 жовтня в поєдинку Ередивізі проти сіттардської «Фортуни» забив свій перший гол за «Твенте». В своєму дебютному сезоні провів за «Твенте» 38 матчів, в яких відзначився двома м'ячами, допомігши команді посісти 3-тє місце в чемпіонаті та здобути право грати в кваліфікації Ліги чемпіонів УЄФА. Окрім цього двічі включався до команди місяця Ередивізі (за вересень і жовтень 2023 року), а також у підсумку був номінований на звання найкращого молодого гравця сезону 2023–24 в Ередивізі.
6 серпня 2024 року в матчі загального етапу проти австрійського клубу «Ред Булл» (Зальцбург) дебютував у Лізі чемпіонів УЄФА, вийшовши в стартовому складі.

### Повернення в «Аякс»
24 січня 2025 року повернувся в «Аякс», підписавши чотирирічний контракт. Сума трансферу становила 4,3 млн євро. 2 лютого 2025 року вперше зіграв за «Аякс» після повернення в дербі Де Классікер проти «Феєнорда», вийшовши на заміну Стівену Бергейсу.

## Кар'єра в збірній
Виступав за збірні Нідерландів до 15, до 16, до 17, до 18, до 19, до 20 і до 21 року. Восени 2019 року в складі збірної до 17 років виступав на юнацькому чемпіонаті світу в Бразилії. На турнірі провів 7 поєдинків, відзначившись у півфіналі у воротах збірної Мексики, а нідерландці в підсумку посіли 4-е місце, поступившись у матчі за 3-тє місце французам.
В травні 2025 року потрапив в заявку збірної до 21 року на молодіжний чемпіонат Європи в Словаччині. На турнірі провів три матчі, а його команда дійшла до півфіналу, де поступилась англійцям.

## Статистика виступів
Станом на 10 серпня 2025 
| Клуб              | Сезон             | Чемпіонат         | Чемпіонат | Чемпіонат | Кубок | Кубок | Єврокубки | Єврокубки | Інші  | Інші | Всього | Всього |
| Клуб              | Сезон             | Дивізіон          | Матчі     | Голи      | Матчі | Голи  | Матчі     | Голи      | Матчі | Голи | Матчі  | Голи   |
| ----------------- | ----------------- | ----------------- | --------- | --------- | ----- | ----- | --------- | --------- | ----- | ---- | ------ | ------ |
| Йонг Аякс         | 2019–20           | Еерстедивізі      | 3         | 0         | 0     | 0     | –         | –         | 0     | 0    | 3      | 0      |
| Йонг Аякс         | 2020–21           | Еерстедивізі      | 37        | 0         | 0     | 0     | –         | –         | 0     | 0    | 37     | 0      |
| Йонг Аякс         | 2021–22           | Еерстедивізі      | 25        | 5         | –     | –     | –         | –         | –     | –    | 25     | 5      |
| Йонг Аякс         | 2022–23           | Еерстедивізі      | 26        | 1         | –     | –     | –         | –         | –     | –    | 26     | 1      |
| Йонг Аякс         | Всього            | Всього            | 91        | 6         | 0     | 0     | –         | –         | –     | –    | 91     | 6      |
| Аякс              | 2021–22           | Ередивізі         | 3         | 0         | 2     | 1     | 0         | 0         | 0     | 0    | 5      | 1      |
| Аякс              | 2022–23           | Ередивізі         | 3         | 0         | 0     | 0     | 0         | 0         | 0     | 0    | 3      | 0      |
| Аякс              | Всього            | Всього            | 6         | 0         | 2     | 1     | 0         | 0         | 0     | 0    | 8      | 1      |
| Твенте            | 2023–24           | Ередивізі         | 32        | 2         | 1     | 0     | 5         | 0         | –     | –    | 38     | 2      |
| Твенте            | 2024–25           | Ередивізі         | 19        | 0         | 1     | 0     | 7         | 0         | 0     | 0    | 27     | 0      |
| Твенте            | Всього            | Всього            | 51        | 2         | 2     | 0     | 12        | 0         | 0     | 0    | 65     | 2      |
| Аякс              | 2024–25           | Ередивізі         | 4         | 1         | 0     | 0     | 0         | 0         | 0     | 0    | 4      | 1      |
| Аякс              | 2025–26           | Ередивізі         | 1         | 0         | 0     | 0     | 0         | 0         | 0     | 0    | 1      | 0      |
| Аякс              | Всього            | Всього            | 5         | 1         | 0     | 0     | 0         | 0         | 0     | 0    | 5      | 1      |
| Всього за кар'єру | Всього за кар'єру | Всього за кар'єру | 152       | 9         | 4     | 1     | 12        | 0         | 0     | 0    | 168    | 10     |

1. ↑  Матчі в Лізі конференцій УЄФА
2. ↑  1 матч в Лізі чемпіонів УЄФА, 6 матчів в Лізі Європи УЄФА

## Досягнення
«Аякс»
- Чемпіон Нідерландів: 2021–22[31]

Особисті досягнення
- Талант місяця Ередивізі: вересень 2023[32]
- Команда місяця Ередивізі (2): вересень 2023[33], жовтень 2023[34]